# Apátrida
Un apátrida es una persona física que no posee ninguna nacionalidad, es decir, no cuenta con la pertenencia (y por extensión, reconocimiento y protección de sus leyes) de ningún Estado; la convención sobre el Estatuto de los Apátridas de la Organización de las Naciones Unidas convocado el 28 de septiembre de 1954 lo definió formalmente como «cualquier persona a la que ningún Estado considera destinataria de la aplicación de su legislación». Tal condición legal es poco frecuente en el derecho internacional. La apatridia es el nombre que recibe la condición de ser apátrida.
Puede ocurrir que una persona, aunque anteriormente haya tenido una nacionalidad, se convierta en apátrida por distintas razones: por ejemplo, si el Estado que le otorgaba la nacionalidad decidió revocársela por decisión gubernamental; si ese Estado desapareció sin dejar un sucesor reconocido; si no se le reconoce la nacionalidad por pertenecer a una minoría a la que el gobierno le niega ese derecho; si nació en un territorio disputado por varios países; o si reside en una zona fronteriza entre varios Estados que, mutuamente, le niegan la nacionalidad.[cita requerida]
También puede ocurrir que una persona carezca de nacionalidad porque se ha producido un conflicto entre las legislaciones de los diversos países implicados. Se puede simplificar que la nacionalidad jurídica se puede adquirir al nacer por ius sanguinis (es decir, por la nacionalidad de sus padres) y ius soli (es decir, por el territorio nacional donde nació); no obstante, si una persona nace en un Estado en el que únicamente se reconozca por ius sanguinis y la nacionalidad de sus padres únicamente se reconoce por ius soli, no tendría al nacer ninguna nacionalidad.[cita requerida]
El término puede hacer también referencia a quien reniega voluntariamente de su nacionalidad, evento también llamado apatria. Algunos ex-estadounidenses que renunciaron voluntariamente a su ciudadanía son: Garry Davis y Glen Roberts. Los países que ratifican la Convención de Nueva York deben asegurar a los apátridas el mismo tratamiento y derechos otorgados a los extranjeros.
No debe confundirse ser apátrida al no poseer una nacionalidad jurídica con otros conceptos relacionados con el nacionalismo como ser antinacionalista o anacionalista.

## Etimología
Proviene del francés apatride, que a su vez se originó de los vocablos griegos bizantinos ἄπατρις (españolizado como el prefijo ápatris) e -ιδος (españolizado como el sufijo -idos).

## Legislación y casos notables por países

### Brasil
Brasil se encuentra entre los pocos países del mundo y fue uno de los pioneros en tener en su Ley el reconocimiento de las personas apátridas, a fin de proporcionar una forma legal para que las personas finalmente obtengan sus documentos como pertenecientes a un país. Maha y Souad Mamo, que han vivido en Brasil durante cuatro años como refugiados, son las primeras personas apátridas reconocidas por el Estado brasileño después de la nueva Ley de Migración (Ley N.º 13.445), que entró en vigencia en 2017. La nueva Ley de Migración proporciona medidas de protección a las personas apátridas, facilitando garantías de inclusión social y naturalización simplificada para los ciudadanos sin hogar. La legislación sigue las convenciones internacionales sobre el respeto a las personas apátridas y busca reducir el número de personas en esta situación, dándoles el derecho de solicitar la nacionalidad. La diferencia de la legislación brasileña es que, aunque generalmente en otros países, a la persona apátrida se le ofrece acceso a derechos básicos como la educación y la salud, en sus documentos todavía se les reconoce como apátridas con un permiso de residencia, sin embargo, Brasil ofrece naturalización, lo que significa que estas personas pueden, a todos los efectos, ser brasileños. Si las personas apátridas no desean solicitar la naturalización inmediata, habrán concedido al menos la residencia permanente en el país.

### Catar
La mayoría de los bedoon en Catar son miembros de tribus apátridas de la tribu Ghufrani. En 2005, Catar despojó de la ciudadanía a más de 5.000 miembros de la tribu. Después de la indignación internacional, restauró la ciudadanía de aproximadamente dos mil. Se desconoce la cantidad exacta de beddon que habitan en el país y que siguen sin nacionalidad, pero en la actualidad se estima entre mil doscientos y mil quinientos.

### Emiratos Árabes Unidos
En 2017 en los Emiratos Árabes Unidos a algunas personas apátridas se les concedió la ciudadanía después de muchos años o décadas. Los hijos de padres extranjeros también recibieron la nacionalidad.

### España
El estatuto de personas apátridas fue ratificado por España el 24 de abril de 1997. El artículo 9.10 del Código Civil considera ley personal de los que carecen de nacionalidad o la tienen indeterminada, la ley del lugar de su residencia habitual.
El Reglamento de Reconocimiento de Estatuto de Apátrida dispone que se reconocerá el Estatuto de Apátrida a toda persona que no sea considerada como nacional suyo por ningún Estado, conforme a su legislación, y manifieste carecer de nacionalidad.
El Estatuto de Apátrida cesará de forma automática cuando se produzca alguno de los siguientes hechos:
1. Que el apátrida haya obtenido la nacionalidad española.
2. Que el apátrida haya sido considerado nacional por otro Estado o el Estado donde haya fijado su residencia le reconozca derechos y obligaciones análogos a la posesión de la nacionalidad de dicho Estado.
3. Que sea reconocida su estancia y permanencia en el territorio de otro Estado que le haya documentado como apátrida.

### Haití y República Dominicana
La carta magna de Haití estipula: «Posee la nacionalidad haitiana de origen, todo individuo nacido de un padre o una madre haitiana quienes nacieron haitianos y no hayan renunciado nunca a su nacionalidad al momento del nacimiento».
Se ha señalado que el Estado haitiano viola su propia constitución promoviendo la apatria con las personas nacidas en su propio territorio por no otorga acta de nacimiento ni otro documento de identidad a la gran mayoría de los hijos haitianos.[cita requerida] Por tal motivo al no cumplir con sus deberes ha sido señalado como un estado fallido.
Sin embargo, Haití ha otorgado la nacionalidad a personas nacidos en su territorio de origen extranjeros como sirios, franceses o polacos y hay una importante población blanca o mestiza en ciertas regiones haitianas, el estado haitiano otorga la nacionalidad tanto por nacimiento como por sangre imponiendo tanto el ius solis como el ius sanguinis.
Famosos haitianos de origen extranjero son:  Sherif Abdala o André Apaid jr.
La nación dominicana en su propia constitución ha sido clara en que nunca ha considerado como "nacional" los hijos nacidos de extranjeros que entran a su suelo de manera ilegal. La sentencia 168/13 del Tribunal Constitucional de , dictada el 23 de septiembre de 2013, reafirma lo expresado en todas las reformas constitucionales dominicanas desde el año 1924, las cuales expresan que a los hijos nacidos de extranjeros que ingresan de manera ilegal o se encuentran en vías de tránsito les corresponde la nacionalidad original de sus padres.[cita requerida]
En el año 2014, debido a injerencias de la comunidad internacional (violando el derecho de autodeterminación que le corresponde a una nación soberana como es la República Dominicana), el presidente del poder ejecutivo Danilo Medina promovió como recurso provisional la Ley 168-14 que otorgaría de identificación a extranjeros en suelo dominicano que se acojan al programa de manera voluntaria; esto con miras a que a futuro, y habiendo cumplido los requisitos legales establecidos para la naturalización, poder solicitar formalmente la nacionalidad dominicana.

## Casos de personas famosas
- Albert Einstein
- Osama bin Laden
- Karl Marx
- Friedrich Nietzsche
- Gioconda Belli
- Anne Frank
- Gonzalo Higuaín
- Alexander Grothendieck

## La apatridia en la ficción
En la película "La Terminal" (2004) Viktor Navorski (Tom Hanks) llega al Aeropuerto Internacional John F. Kennedy, pero le es negado el acceso, por lo que se le prohíbe entrar a  Estados Unidos. En el trayecto del vuelo en el que él se dirigía a los EE. UU., se inició un golpe de Estado en su país de origen, Krakozhia (país europeo ficticio similar a una típica ex República soviética). Debido a esa guerra civil, los Estados Unidos dejaron de reconocer a Krakozhia como una nación soberana, entonces le niegan la entrada de Víktor a los EE. UU. sobre la base de que Víktor técnicamente no tiene la ciudadanía y no puede salir del aeropuerto, pero tampoco puede regresar a Krakozhia.